# Presbytis siamensis
Presbytis siamensis là một loài động vật có vú trong họ Cercopithecidae, bộ Linh trưởng. Loài này được Müller & Schlegel mô tả năm 1841.